# Kulturzentrum Bandfabrik

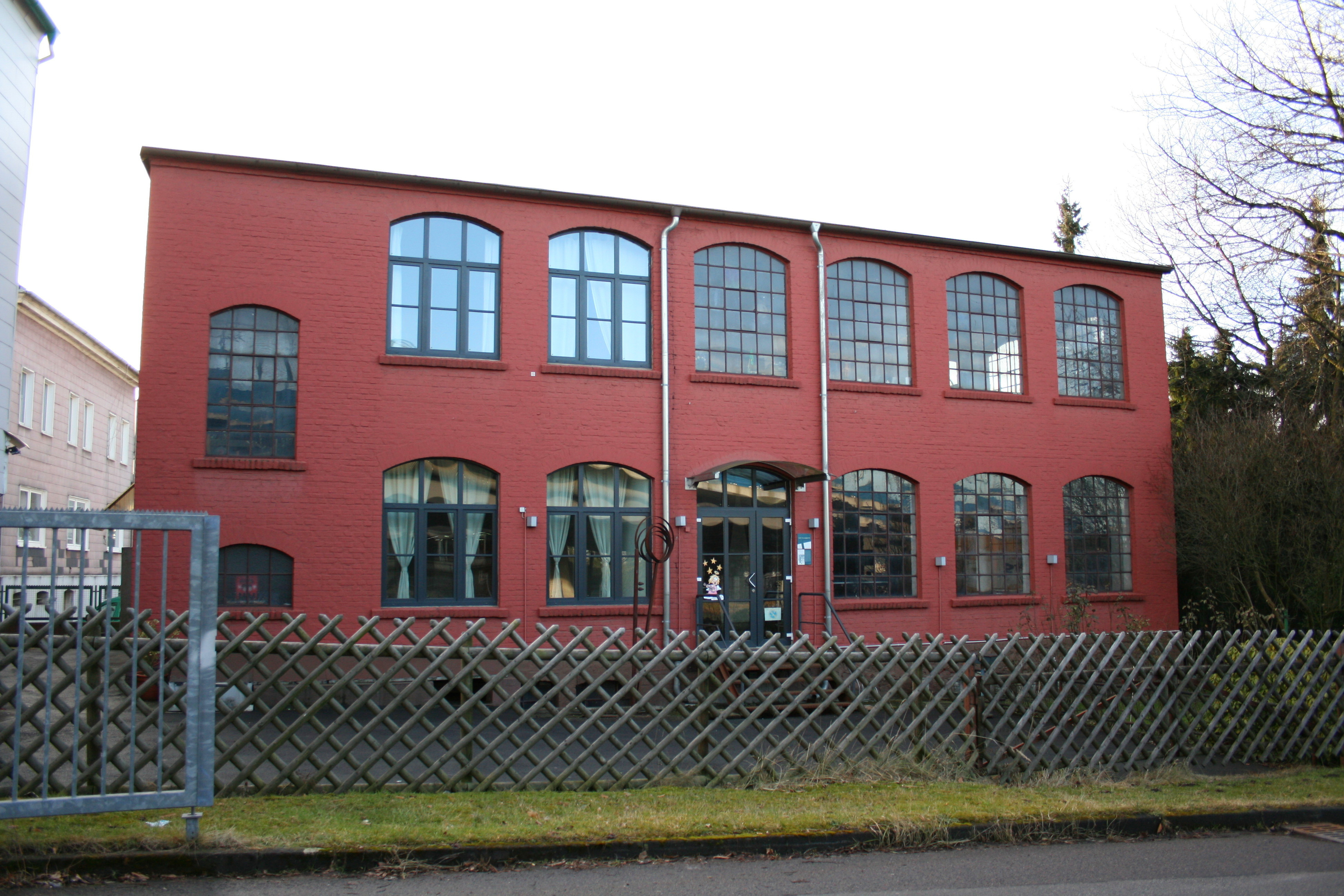
Die Bandfabrik

Die Bandfabrik ist ein Kulturzentrum in Wuppertal und zählt als Gebäude zu den bedeutenden Fabrik- und Verwaltungsgebäuden der Stadt.
Sie befindet sich in einer von vielen ehemaligen Bandwirkereien in Wuppertal. Die frühere Bandfabrik Kettler wurde Ende der 1990er Jahre umgebaut. Sie liegt am Stadtrand zwischen Langerfeld und Schwelm.
Initiator des Kulturzentrums war der Jazzmusiker und Gefängnispfarrer Erhard Ufermann.
Träger der Einrichtung ist der Verein Kultur am Rand, der von Bürgern, Unternehmern und Künstlern der Region getragen wird. Er setzt sich drei Ziele:
- Kunst und Kultur dorthin zurückzuholen, wo Menschen leben und arbeiten.
- Menschen und Gruppen, die gesellschaftlich marginalisiert sind, ein Forum zu bieten, das kreative, künstlerische und innovative Ausdrucksformen und Begegnungen ermöglicht und fördert.
- einen Austausch regionaler Künstler mit überregional bzw. international renommierten Künstlern in Gang zu setzen.